# Prix d'Assitej
Prix d'Assitej är ett svenskt teaterpris för scenkonst för barn och unga, instiftat av den internationella barnteater-organisationen Assitejs svenska avdelning 1985.
Varje år utser Svenska Assitejs styrelse vinnaren eller vinnarna till organisationens hederspris Prix d'ASSITEJ. Priset ges till teatergrupper, teatrar, organisationer eller enskilda personer för speciella insatser inom scenkonst för barn och unga och delas ut på våren. Diplomet är utformat av scenografen Roland Söderberg.

## Pristagare
- 1985 – Suzanne Osten, ”för hennes arbete att skapa en ny barn- och ungdomsdramatik i konstnärliga uppsättningar vilket därmed höjt svensk barnteaters status både nationellt och internationellt”.
- 1986 – Byteatern för Den flygande geparden
- 1986 – Kerstin Jacobsson och Hildegard Bergfeld
- 1987 – Entré, Riksteaterns teatertidskrift (1974–1998)
- 1987 – Staffan Westerberg, regissör, manusförfattare och skådespelare
- 1987 – Skottes Musikteater för uppsättning av Kung Ubu
- 1988 – Börje Lindström och Günter Wetzel, dockteaterspelare och kreatörer
- 1988 – Backa Teater: ”för oförfärad stridbarhet, oförfalskat engagemang, oförlikneliga kvaliteter i dess outtröttliga arbete med barn- och ungdomsteater”.
- 1989 – Unga riks
- 1990 – Arne Högsander, dockspelare och dockmakare
- 1990 – Östgötabaletten och scenverksamheten vid "Lillan", Stora Teatern, Göteborg
- 1991 – Sveriges Radios barn- och ungdomsteater
- 1992 – Teater Tusan, ”Teater Tusan har förmågan att med små medel i ett laddat ämne beröra sin publik”.
- 1993 – "Sigurdteatern" vid Västmanlands länsteater, Kompositör Gunnar Edander
- 1994 – Musikteatergruppen Oktober, Elisabeth Frick
- 1995 – Teater UNO i Göteborg
- 1996 – Kent Hägglund, kulturskribent och lektor i drama
- 1997 – Mårten Harrie och Maud Backéus
- 1998 – Ing-Marie Tirén, regissör vid Dockteatern Tittut, och Pernilla Glaser, författare, manusförfattare och dramapedagog
- 1999 – Älvsborgsteatern
- 2000 – Birgitta Egerbladh och Efva Lilja, koreografer
- 2001 – Regionteatern Blekinge Kronoberg för föreställningen Andrejs längtan
- 2002 – Maria Sundqvist, librettist och regissör; ”för sin tilltro till barns och ungdomars förmåga att tillgodogöra sig sceniska uttryck med avancerade musikaliska förtecken"
- 2003 – Karin Helander, professor i teatervetenskap vid Stockholms universitet
- 2004 – Dockteatern Långa Näsan vid Stockholms stadsteater
- 2005 – Annette Norberg, regissör och skådespelerska; ”för sin konsekvent egna stil i regiarbetet – senast Askungen på Helsingborgs stadsteater och Ett hjärtslag bort på Dramaten –  som löper från noggrann lyssning till träffsäker dramatisk form”
- 2006 – Nina Källqvist
- 2007 – Sören Brunes, scenograf
- 2008 – Ung scen/öst och Unga Dramaten; *för att de öppnat sina scener för dramatiker som skriver för barn och unga, så att ny dramatik kunnat utvecklas under stabila och omtänksamma former i en oförtruten öppenhet som kommer att påverka svenskt teaterliv långt in i framtiden"
- 2009 – Dramatiska Institutet; "för sitt barndomsprojekt med motiveringen: ”Barndomsprojektet" sätter unga generationer i kontakt med barn- och ungdomsteater som konstnärlig utmaning".
- 2010 – Lars-Eric Brossner; ”En rebell som med musikalitet och integritet utmanar konventioner och ständigt utvecklar stor scenkonst för de yngsta medborgarna."
- 2011 – Siri Hamari; ”En stor nutida scenkonstnär som fritt rör sig mellan mim, dans, tal och nycirkus och med stort personligt engagemang parat med en enastående fysisk gestaltningsförmåga skapar oförglömliga möten med en ung publik på scenen såväl som i skolan, parken, manegen, flyktinglägret eller öknen”.
- 2012 – "Projekt:ID" och Regionteater Väst ”för ett konsekvent arbete med nutida samhällsperspektiv, tänjt och utmanat teaterns strukturer och arbetsformer, med konstnärliga verktyg undersökt både skådespelarens och publikens funktion och makt under en föreställnings tillblivelse..”
- 2013 – Carrasco Dance Company med koreografen Mari Carrasco för produktionen Bartolomeo     "Med intensitet och lyskraft överraskades scenkonstvärlden av uppsättningen ”Bartolomeo”. En dansföreställning sprudlande av genuskreativitet och kraftfull sensibilitet som träffar publiken i hjärtat."
- 2014 – Riksteaterns projekt "Länk", för nyskriven dramatik för landets skol- och amatörteaterensembler i samarbete med skolor med flera.
- 2015 – Niklas Hald; "Med utgångspunkt i sina egna erfarenheter har skådespelaren Niklas Hald tagit steget in i den konstnärliga forskningen. I sin forskning sätter han fokus på skådespelarens insatser och förutsättningar samt lyfter fram vikten av konstnärliga upplevelser för barn och unga i skolans värld.”[1]
- 2016 – Mattias Andersson; "Med självklar och stark förankring hos den unga publiken sätter Mattias Andersson genom sina research- och intervjumetoder existentiella frågor i ett samtida ljus. I hans föreställningar delar en mångfald av skådespelare och musiker både rum och tid med publiken på ett konstnärligt och tematiskt oförlikneligt sätt."[1]
- 2017 – Clowner utan gränser; "Där vuxna slagit sönder förutsättningarna för att leva fritt och utvecklas, samlar Clowner utan gränser enastående scenkonstnärer som med hjärta och skicklighet får barnen att känna sig sedda. De öppnar ett magiskt nu av närvaro, gemenskap och skratt och påminner om konstens livsavgörande betydelse.”[2]
- 2018 – Dansgruppen JUCK; "Med lika delar konst och aktivism sätter gruppen fokus på vems och vilka kroppar som får göra vad. Är det en lek med förväntningar, en provokation eller ett samtal? I en tid av motstånd och uppror mot patriarkal tradition är scenkonsten för unga en vital kraft, vilket pristagarna starkt förmedlar till sin publik."[2]
- 2019 – Anja Susa; "Hon är framstående bärare av en europeisk tradition, där nationalism, etnisk och kulturell mångfald, ställs mot individuell frihet. Detta har resulterat i en rad uppmärksammade teaterföreställningar på svenska scener. Anja Susa skapar teaterkonst som tilltalar, utmanar och berör den unga publiken."
- 2019 – Zebradans; "Zebradans är Sveriges första permanenta dansscen för barn och unga och har under 20 år arbetat med att skapa, möjliggöra och tillgängliggöra dansföreställningar av hög konstnärlig kvalité. Zebradans vänder sig till en publik från bebisar till tonåringar."
- 2020 – Stanislav Brosowski
- 2021 – Barbro Frambäck och Barbro Cotte
- 2022 – Barnteaterakademin
- 2023 – Skådespelarutbildningen C/O Ung Teater vid Högskolan för scen och musik i Göteborg och Angereds teater – Backa teater – Masthuggsteatern – Regionteater Väst
- 2024 – Affe Ashkar